# Patricius (magister officiorum)
Patricius ou Patrice (mort en 475) est un dignitaire byzantin de la deuxième moitié du Ve siècle qui occupe les fonctions de maître des offices (magister officiorum) et est brièvement un prétendant au trône en 475.

## Biographie
Patricius est mentionné comme maître des offices pour l'Orient en 466. A cette date, c'est lui qui lit auprès du conseil impérial le contenu des correspondances qu'aurait entretenues Ardabur, le fils du puissant général Aspar, avec les Sassanides, rivaux traditionnels de l'Empire byzantin. A cette occasion, Ardabur souffre d'une disgrâce qui permet à Zénon de monter en grade. Patricius réapparaît ensuite vers 474-475, au moment de la mort de l'empereur Léon II le 9 décembre 474, auquel succède son père Zénon. Patricius est alors l'amant de Vérine, l'influente impératrice douairière, qui commence à conspirer contre Zénon. Elle souhaite vraisemblablement que Patricius monte sur le trône pour ensuite l'épouser mais celui-ci ne parvient pas à s'imposer et c'est finalement Basiliscus, le frère de Vérine, qui renverse temporairement Zénon dans les premiers jours de l'année 475. L'un de ses premiers actes est de faire exécuter Patricius, qu'il considère comme un rival. Cet acte lui aliène le soutien de sa sœur, qui se tourne de nouveau vers Zénon,,.
Miroslaw Leszka a fait l'hypothèse que Patricius et Basiliscus ont pu vouloir être empereurs associés au moment de leur conspiration mais cette thèse recueille peu d'arguments. Peter Crawford estime qu'il est possible que Vérine ait principalement soutenu Basiliscus mais qu'elle aurait fait la requête de pouvoir épouser Patricius, qui lui aurait été refusée. Elle se serait alors tournée vers le général isaurien Illus, qui lui aurait promis d'accéder à sa demande avant de soutenir à son tour Basiliscus.

## Sources
- (de) Christoph Begass, Die Senatsaristokratie des oströmischen Reiches, ca. 457-518, Munich, 2018 (ISBN 978-3-406-71632-4)
- (en) Martindale, Jones et Morris, The Prosopography of the Later Roman Empire- Volume II, AD 395–527, Cambridge University Press, 1980, 1342 p. (ISBN 978-0-521-20159-9, lire en ligne).
- Vincent Puech, « Élites urbaines et élites impériales sous Zénon (474-491) et Anastase (474-518) », Topoi, vol. 15/1,‎ 2007, p. 379-396 (lire en ligne).
- Vincent Puech, Les élites de cour de Constantinople (450-610), Ausonius éditions, coll. « Scripta Antiqua 155 », 2022